# Ormosia hederae
Ormosia hederae là một loài ruồi trong họ Limoniidae. Chúng phân bố ở miền Cổ bắc.